# Advent Corporation
La Advent Corporation era un'azienda produttrice di diffusori acustici e strumenti per la riproduzione audio in alta fedeltà

## Storia
L'azienda viene fondata dall'imprenditore e designer Henry Kloss nel 1967. Il primo progetto della Advent riguarda la costruzione di diffusori a doppio driver dotati di woofer da 10 pollici (25 centimetri) chiamati semplicemente Diffusori Advent (più tardi colloquialmente identificati come gli "Advent grandi" per differenziarli dagli "Advent piccoli" nati successivamente). Tra i modelli di riferimento un posto sul podio meritano le Advent 5012 e le Advent 5002. Successivamente la società si orientò sulla produzione di dispositivi che aumentassero la qualità di riproduzione delle audiocassette. Nacque così nel 1971 l'Advent 201, il primo riproduttore di cassette ad alta fedeltà, che incorporava il sistema di riduzione del rumore Dolby B insieme ad una circuiteria adatta alla riproduzione di cassette high bias al cromo. L'anno successivo vengono portati a compimento i lavori di sviluppo di strumenti innovativi nel settore televisivo con il debutto nel 1972 dell'Advent VideoBeam 1000, la prima grande televisione a proiezione per uso domestico.